# Vladimir Baskov
Vladimir Sergueïevitch Baskov (en russe : Владимир Сергеевич Басков) est un aviateur soviétique, né le 8 septembre 1913 et décédé le 3 avril 1989. Pilote de chasse et As de la Seconde Guerre mondiale, il fut distingué par le titre de Héros de l'Union soviétique.

## Carrière
Vladimir Baskov est né le 8 septembre 1913 à Petchenga, dans l'actuelle oblast de Mourmansk. Il rejoignit l'Armée rouge en 1933 et fut breveté pilote à l'école militaire de l'Air d'Odessa en 1934. De 1934 à 1939, il fut instructeur de vol aux écoles militaires aériennes d'Odessa puis de Vorochilovgrad.
En juin 1941, il était starshii leitenant (lieutenant) et commandant d'escadrille au 291.IAP (régiment de chasse aérienne). Il devait participer à toute la guerre, dont à la bataille de Koursk en juillet 1943 et à la libération de Biélorussie en 1944. Entre le 23 juin et le 8 septembre 1944, son escadrille accomplira 343 missions en moins de trois mois et abattit 15 appareils ennemis. Il termina la guerre avec le grade de capitaine.
Démobilisé à la fin 1945, il vécut quelque temps à Dnipropetrovsk puis prit la direction de l'aéroport de Petrozavodsk, en RSSA de Carélie. Décédé le 3 avril 1989 à Petrozavodsk il est enterré au cimetière Sulažmägi de Petrozavodsk.

## Palmarès et distinctions

### Tableau de chasse
Vladimir Baskov est crédité de 15 (ou 17) victoires homologuées, toutes individuelles, obtenues au cours de 293 missions, dont 175 de reconnaissance, et 88 combats aériens.

### Décorations
- Héros de l'Union soviétique le 23 février 1948 (médaille no 7904, 1948)
- Ordre de Lénine (1948)
- Ordre du Drapeau rouge (1944, 1945, 1945)
- Ordre de la Guerre Patriotique de 1re (1985) et 2e classe (1945)
- Ordre de l'Insigne d'honneur (1953)
- médaille pour la victoire sur l'Allemagne
- médaille pour la Libération de Varsovie